# Diocesi di Baia
La diocesi di Baia (in latino Dioecesis Baianensis) è una sede soppressa e sede titolare della Chiesa cattolica.

## Storia
Baia, identificabile con Henchir-Settara oppure con Henchir-El-Hammam nell'odierna Algeria, è un'antica sede episcopale della provincia romana di Numidia.
Sono due i vescovi attribuiti con certezza a questa sede africana. Alla conferenza di Cartagine del 411, che vide riuniti assieme i vescovi cattolici e donatisti dell'Africa romana, presero parte il cattolico Valentino e il donatista Quintasio. Valentino è documentato anche nei concili di Zerta del 14 giugno 412 e di Milevi del 416. In seguito divenne primate di Numidia, succedendo in questo incarico a Silvano di Summa, e come tale partecipò al concilio cartaginese del mese di maggio del 419. In altre due occasioni, nel 402 e nel 406, è documentato un vescovo di nome Valentino, ma senza indicazione della sede di appartenenza; secondo Mandouze potrebbe trattarsi del vescovo di Baia. Valentino morì quasi certamente nel 422.
Gli autori attribuiscono a questa sede altri tre vescovi; ma l'incertezza nella trasmissione testuale e il fatto che in questi casi non è indicata la provincia di appartenenza, rendono Mandouze scettico nell'attribuire con sicurezza questi vescovi alla sede di Baia. Felice, episcopus Baianensis, prese parte al concilio di Cartagine del 345/348. Beiano, vescovo probabilmente della Bizacena, è condannato durante il concilio donatista di Bagai nel 394 per aver partecipato alla consacrazione di Massimiano di Cartagine contro Primiano. Infine Asclepio, autore di testi contro gli ariani e i donatisti, è menzionato da Gennadio di Marsiglia come vescovo Afer in territorio Baiensi o Vagensis (metà del V secolo).
Dal 1933 Baia è annoverata tra le sedi vescovili titolari della Chiesa cattolica; dal 10 maggio 2005 il vescovo titolare è Denis James Madden, già vescovo ausiliare di Baltimora.

## Cronotassi

### Vescovi residenti
- Felice ? † (menzionato nel 345/348)
  - Beiano ? † (menzionato nel 394) (vescovo donatista)
- Valentino † (prima del 402 ? - circa 422 deceduto)
  - Quintasio  † (menzionato nel 411) (vescovo donatista)
- Asclepio ? † (metà del V secolo)

### Vescovi titolari
- Anthony Victor Haelg (Hälg), O.S.B. † (13 gennaio 1949 - 29 novembre 1975 deceduto)
- László Tóth † (2 aprile 1976 - 6 luglio 1997 deceduto)
- Adriano Langa, O.F.M. (24 ottobre 1997 - 1º aprile 2005 nominato vescovo coadiutore di Inhambane)
- Denis James Madden, dal 10 maggio 2005